# St. Louis Car Company

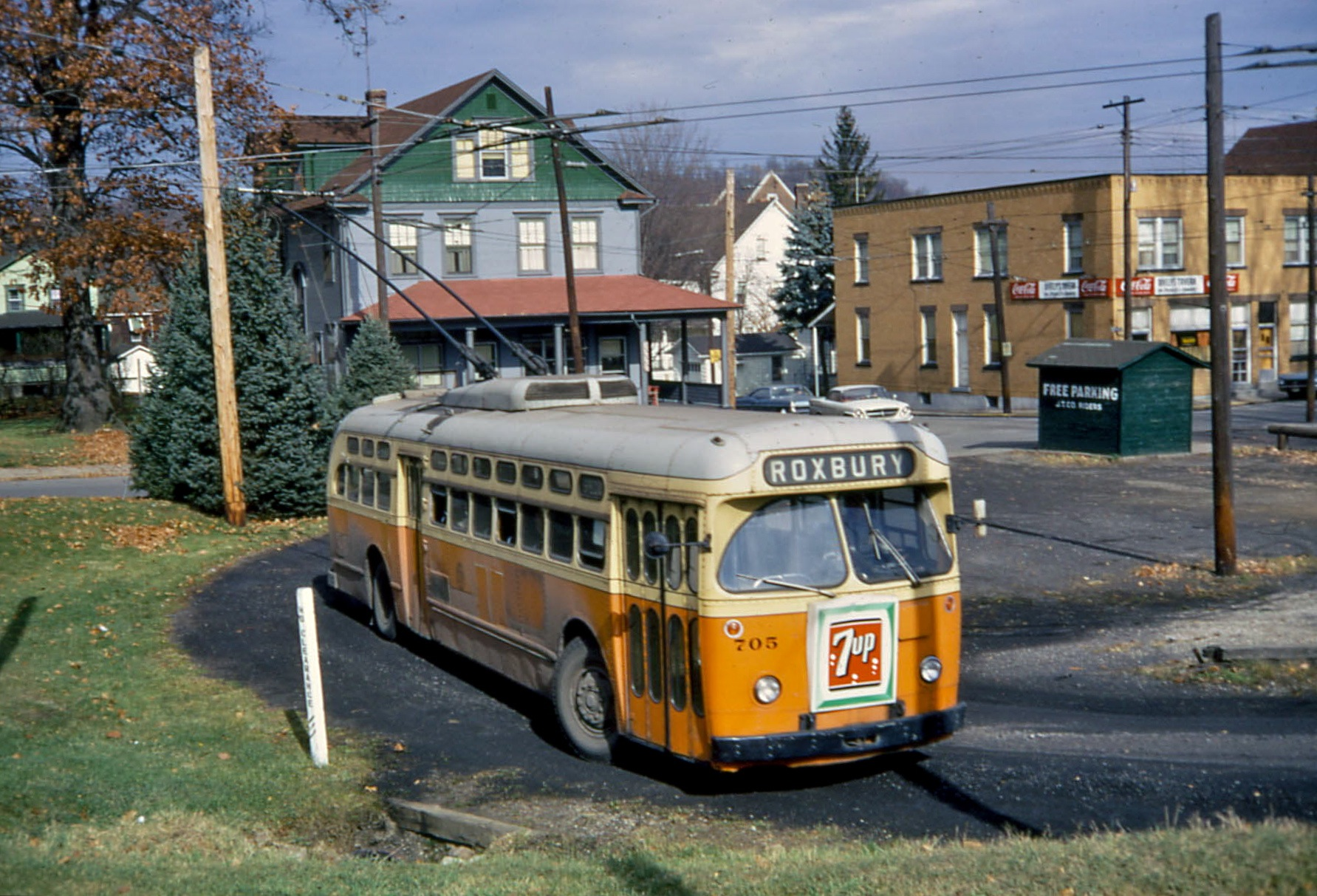
O-Bus von St. Louis

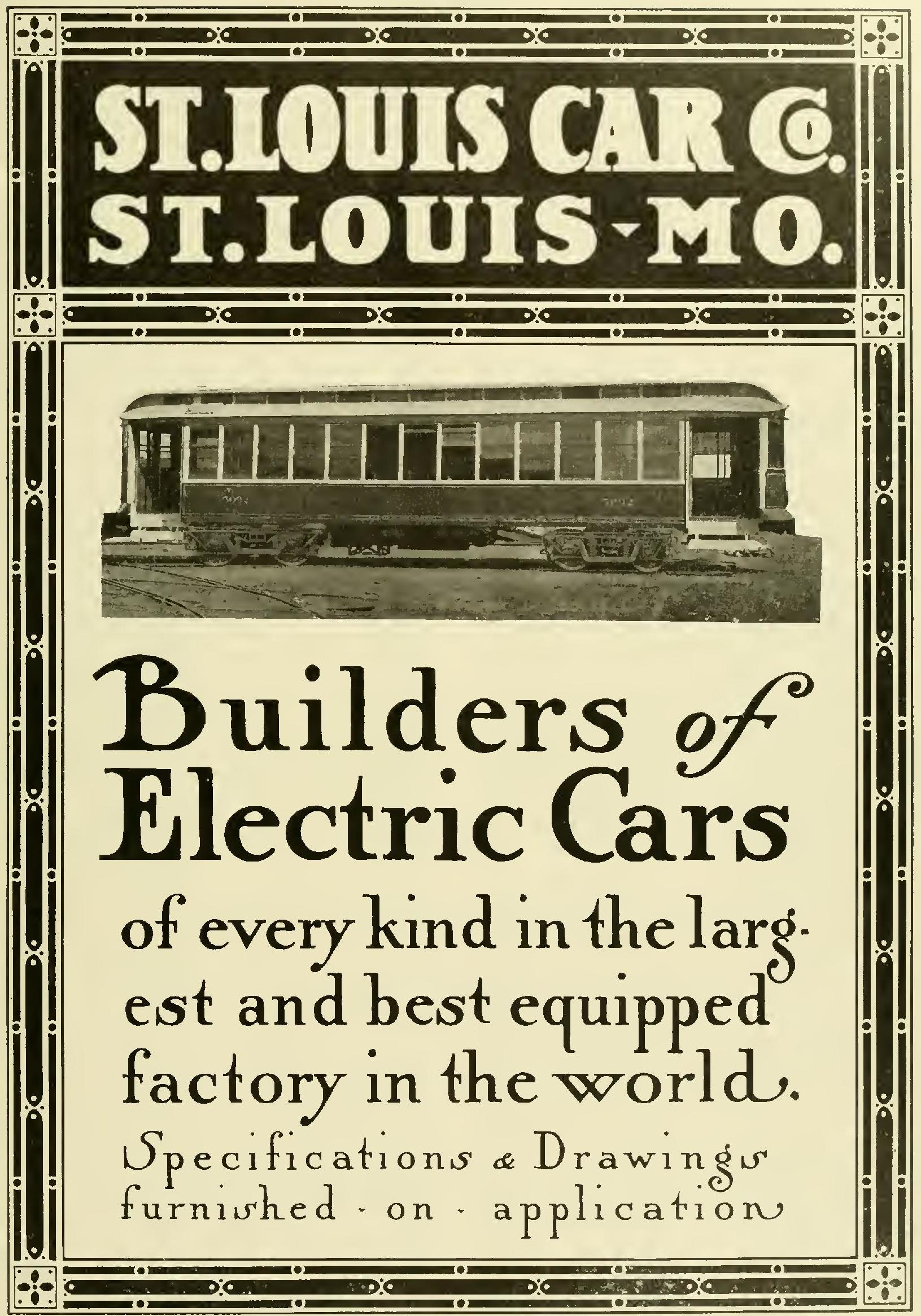
Anzeige des Unternehmens

St. Louis Car Company war ein US-amerikanischer Fahrzeughersteller.

## Unternehmensgeschichte
Das Unternehmen bestand von 1887 bis 1974 in St. Louis in Missouri. Es stellte insbesondere Schienenfahrzeuge, unter anderem Straßenbahn- und U-Bahn-Wagen, aber auch Oberleitungsbusse her.
Daneben wurden mehrfach Versuche im Automobilbau unternommen, die jeweils innerhalb weniger Jahre wieder aufgegeben wurden. 1903 waren 2500 Mitarbeiter beschäftigt.

## Pkw

### Markenname St. Louis
Die erste Produktion von Personenkraftwagen fand 1905 statt. Der Markenname St. Louis entsprach dem Standort des Unternehmens. Theodore P. Meinhard war der Konstrukteur. Das einzige Modell war ein Runabout. Ein Zweizylindermotor trieb die Fahrzeuge an. Der Erfolg war gering, sodass nur wenige Fahrzeuge entstanden.

### Kobusch
Der damalige Präsident des Unternehmens, George J. Kobusch, gründete 1906 im gleichen Ort die eigenständige Kobusch Automobile Company. Dort stellte er nur im Jahr 1906 Fahrzeuge her, die den französischen Mors ähnelten.

### Markenname American Mors
1906 wurde eine Lizenz von Mors erworben. Der Markenname lautete American Mors. Die Produktion lief bis 1909.
Im Angebot standen nur Modelle mit Vierzylindermotoren. Bis 1908 bestand das Sortiment aus drei Modellen. Das Model A hatte einen Motor mit 14/18 PS Leistung, einen Radstand von 262 cm und eine fünfsitzige Tourenwagenkarosserie. Das Model B war mit 23/32 PS Leistung etwas stärker, mit 269 cm Radstand etwas länger und bot als Limousine Platz für sieben Personen. Stärkstes und längstes Fahrzeug war das Model C mit 40/52 PS Leistung und 305 cm Radstand. Der offene Tourenwagen war siebensitzig.
1909 gab es ebenfalls drei Modelle. Das bisherige Model A war aufgegeben worden. Das Model B wurde zum Model F weiter entwickelt. Die Leistung des Motors war nun mit 24/32 PS angegeben. Bei gleichem Radstand von 269 cm waren siebensitzige Aufbauten als Tourenwagen und Limousine erhältlich. Das Model K löste das Model C ab. Dessen Motorleistung war mit 40/50 PS angegeben. Der Radstand betrug unverändert 305 cm. Überliefert ist nur ein siebensitziger Tourenwagen. Das neue Model L mit 30 PS Leistung und 279 cm Radstand war ein fünfsitziger Tourenwagen.
| Jahr      | Modell  | Zylinder | Leistung (PS) | Radstand (cm) | Aufbau                                   |
| --------- | ------- | -------- | ------------- | ------------- | ---------------------------------------- |
| 1906–1908 | Model A | 4        | 14/18         | 262           | Tourenwagen 5-sitzig                     |
| 1906–1908 | Model B | 4        | 23/32         | 269           | Limousine 7-sitzig                       |
| 1906–1908 | Model C | 4        | 40/52         | 305           | Tourenwagen 7-sitzig                     |
| 1909      | Model F | 4        | 24/32         | 269           | Tourenwagen 7-sitzig, Limousine 7-sitzig |
| 1909      | Model K | 4        | 30            | 305           | Tourenwagen 7-sitzig                     |
| 1909      | Model L | 6        | 40/50         | 279           | Tourenwagen 5-sitzig                     |

### Markenname Standard
Diese Marke wurde 1910 ins Leben gerufen, wobei eine Quelle auch den Namen Standard Six nennt, was der Verbindung von Marke und Modellname entspricht. Der Produktionsort war zunächst St. Louis. Von 1910 bis 1911 fand die Herstellung in einem Werk in Wabash in Indiana statt.
Das einzige Modell Six hatte einen Sechszylindermotor mit 50 PS Leistung. Der Motor trieb über ein Dreiganggetriebe und eine Kardanwelle die Hinterachse an. Der Radstand betrug 315 cm. Erhältlich waren Limousine, Roadster, Tonneau und Tourenwagen.

### Skelton
Zwischen 1920 und 1922 stellte die Skelton Motors Corporation im Werk der St. Louis Car Company Fahrzeuge her, die als Skelton vermarktet wurden.

## Übersicht über Pkw-Marken aus den USA, die mitStandardbeginnen
| Marke       | Hersteller                                   | Vermarktungsbeginn | Vermarktungsende | Ort, Bundesstaat           |
| ----------- | -------------------------------------------- | ------------------ | ---------------- | -------------------------- |
| Standard    | Boston Automobile Company                    | 1900               | 1900             | Bar Harbor, Maine          |
| Standard    | Standard Motor Vehicle Company (New Jersey)  | 1900               | 1901             | Camden, New Jersey         |
| Standard    | Standard Motor Vehicle Company (Kalifornien) | 1901               | 1902             | Oakland, Kalifornien       |
| Standard    | Standard Motor Construction Company          | 1904               | 1905             | Jersey City, New Jersey    |
| Standard    | St. Louis Car Company                        | 1910               | 1911             | St. Louis, Missouri        |
| Standard    | Standard Car Manufacturing Company           | 1911               | 1915             | Jackson, Michigan          |
| Standard    | Standard Engineering Company                 | 1914               | 1914             | Chicago, Illinois          |
| Standard    | Standard Steel Car Company                   | 1914               | 1923             | Butler, Pennsylvania       |
| Standard GE | Standard Gas Electric Power Company          | 1909               | 1910             | Philadelphia, Pennsylvania |